# Pratiglione
Pratiglione é uma comuna italiana da região do Piemonte, província de Turim, com cerca de 601 habitantes. Estende-se por uma área de 8 km², tendo uma densidade populacional de 75 hab/km². Faz fronteira com Sparone, Canischio, Canischio, Valperga, Prascorsano, Corio, Forno Canavese, Rivara.

## Demografia
| Variação demográfica do município entre 1861 e 2011                               |
|                                                                                   |
| Fonte: Istituto Nazionale di Statistica (ISTAT) - Elaboração gráfica da Wikipedia |